# Загальна топологія
Загальна топологія, або теоретико-множинна топологія — розділ топології, в якому вводяться основні визначення, ідеї та методи, загальні для всіх топологічних дисциплін (диференціальної геометрії, топології шарів, теорії розмірності та інші).
Загальна топологія зародилася в кінці XIX століття й оформилася у самостійну математичну науку на початку XX століття.
Основні роботи належать Ф. Гаусдорфа, А. Пуанкаре, П. С. Александрову, П. С. Урисона, Л. Брауера.
Найбурхливіший розвиток загальної топології як самостійної гілки знання відбувався у середині XX століття, на початку ж XXI століття вона швидше є допоміжною дисципліною і «обслуговує» своїм понятійним апаратом багато галузей математики: топологію, функціональний аналіз, комплексний аналіз, теорію графів та інші.
Базові поняття теорії множин (множина, функція, ординальні і кардинальні числа, аксіома вибору, лема Цорна та інші) не є предметом загальної топології, але активно нею використовуються. Загальна топологія поділяється на такі розділи: властивості топологічних просторів і їх відображень, операції над топологічними просторами і їх відображеннями, класифікація топологічних просторів.

## Галузь вивчення
Традиційний підхід до загальної топології — теоретико-множинний. Множина називається топологічним простором, коли задано певний сімейство його відкритих підмножин, що задовольняє аксіомам.
Можливо багато способів завдання структури топологічного простору на одноій множині: від дискретного до нехаусдорфової «антидискретної(тривіальної) топології», що склеює всі точки разом.
На відміну від диференціальної і алгебраїчної топології, загальна топологія зосереджена на вивченні найзагальнішого виду безперервних відображень (топологічних просторів один в одного, а не в простору, що наділені складнішими структурами, наприклад алгебраїчними).
Мова загальної топології включає такі поняття як окіл, замикання множин (а також внутрішність), компактність множин, збіжність послідовностей і фільтрів.

## Зауваження
- Поняття границі функції, що вводиться в математиці, допускає подальше узагальнення в рамках теорії псевдотопологічних просторів.

## Навчальні матеріали
- (укр.) Курс лекцій Загальна топологія з самого початку на YouTube, С. Максименко (Інститут математики НАН України).